# Ебу Бећир-паша
Ебу Бећир-паша је био београдски везир од 1791. до 1792. године. Београдски пашалук је преузео од Аустрије после свиштповског мира 1791, погубивши у Нишу јањичарског вођу Дели-Ахмеда и објавивши ферманом да је јањичарима забрањен повратак у Београд.
Јањичари су у Нишу дигли буну, коју је Ебу Бећир-паша брзо угушио и у пашалуку поново завео турску управу, само без јањичара. Имања која им је одузео уступио је муслиманским досељеницима из Босне. У пролеће 1792. јањичари су се скупили код Ниша и Ваљева и затражили од Ебу Бећир-паше да им врати имања, претећи да ће Београд освојити силом. Ебу Бећир-паша је успео да их преговорима задржи од напада, а они су се, на глас да њих иде војска из Босне, повукли.
Паша је из Београда премештен у Битољ у јулу 1792. године.